# Акумоли
Аку̀моли (на италиански: Accumoli) е село и община в Централна Италия, провинция Риети, регион Лацио. Разположено е на 855 m надморска височина. Населението на общината е 653 души (към 2011 г.).
В 24 август 2016 г. селото е ударено от силно земетресение с магнитуд 6,2. В Акумоли жервите са 11